# 東京都立小川高等学校
東京都立小川高等学校（とうきょうとりつ おがわこうとうがっこう）は、東京都町田市小川二丁目にある都立高等学校。

## 沿革
- 1979年（昭和54年）
  - 11月16日 - 設立
  - 12月19日 - 東京都条例により町田市小川字7号1002番1（現在の町田市小川二丁目1002番地1）に設置される。
- 1980年（昭和55年）
  - 1月9日 - 校章・校旗制定
  - 1月31日 - 制服制定
  - 4月9日 - 第1回入学式を東京都立南野高等学校体育館で行う。
  - 4月10日 - 東京都立南野高等学校で授業開始。
  - 7月7日 - 地鎮祭が行われ、学校施設の建築が着工。
  - 12月2日 - 校歌の歌詞を制定する。
- 1981年（昭和56年）
  - 4月4日 - 校舎の一部が竣工し、拠点を東京都立南野高等学校より設置場所へ移転。
  - 4月9日 - 第2回入学式を東京都立成瀬高等学校体育館で行う。
- 1982年（昭和57年）
  - 4月8日 - 校歌が完成し、披露式を行う。
  - 4月9日 - 本校で初めての第3回入学式を行う。
  - 10月23日 - 学校施設の完成記念式典を行う。
- 1983年（昭和58年）3月10日 - 第1回卒業式を行う。
- 1989年（平成元年）10月14日 - 創立10周年記念行事を行う。
- 1999年（平成11年）11月6日 - 創立20周年記念行事を行う。
- 2008年（平成20年）4月1日 - 都教育委員会よりスポーツ教育推進校の指定を受ける。
- 2009年（平成21年）9月21日 - 創立30周年記念行事を行う。
- 2013年（平成25年）4月1日 - 都教育委員会よりスポーツ教育推進校の指定を受ける。
- 2015年（平成27年）4月1日 - 都教育委員会より部活動推進指定校の指定を受ける。
- 2016年（平成28年）4月1日 - 都教育委員会より体力気力鍛錬道場（旧 部活動推進指定校）の指定を受ける。
- 2018年（平成30年）4月1日 - 都教育委員会より進学指導研究校、パワーアップハイスクールの指定を受ける。
- 2020年（令和2年）4月1日 - 都教育委員会より進学指導研究校アソシエイト、国立教育政策研究所より教育課程研究指定校の指定を受ける。
- 2021年（令和3年）4月1日 - 都教育委員会より地域探求推進事業アソシエイトの指定を受ける。

## 行事

### 4月
- 始業式
- 対面式
- 部活動紹介
- 一斉委員会
- 一斉部会
- 定期健康診断

### 5月
- 生徒総会
- 中間考査
- 体育祭
- 校外学習（1年）

### 6月
- 体力テスト
- 防災訓練
- 授業公開週間
- 総合型・学校推薦型選抜説明会（3年）

### 7月
- 期末考査
- 書評合戦
- 共通テスト説明会（3年）
- 部活動合宿／交通安全教室
- セーフティ教室
- 夏期講習
- 学校見学会

### 8月
- 部活動合宿
- 会社見学
- 学校見学会

### 9月
- 文化祭
- 修学旅行（2年）
- 共通テスト説明会（3年）

### 10月
- 生徒会役員選挙
- 中間考査

### 11月
- 芸術鑑賞教室
- 授業公開週間
- 学校説明会
- 生徒総会

### 12月
- 期末考査
- 総合探究発表会（2年）
- 個別相談会
- 共通テスト説明会（3年）

### 1月
- 個別相談会

### 2月
- 合唱祭（1, 2年）
- マラソン大会（1, 2年）

### 3月
- 卒業式
- 修了式
- 学年末考査
- 受験体験を聞く会
- 救命救急講習
- 薬物乱用防止教室

## 部活動

### 運動部
- 硬式野球部
- 陸上部
- サッカー部
- 硬式テニス部
- 男子バレーボール部
- 女子バレーボール部
- 男子バスケット部
- 女子バスケット部
- バドミントン部
- 卓球部
- 剣道部

### 文化部
- ダンス部
- 吹奏楽部
- 軽音楽部
- 合唱部
- ボランティア部
- 天文学部
- 美術部
- 演劇部
- 茶道部
- 漫画研究・文芸部
- コンピュータ部

## 交通
- JR横浜線 成瀬駅 徒歩約5分
- 東急田園都市線 つくし野駅 徒歩約18分
- 「かわせみ号」 ｢都立小川高校前」下車。
- 神奈川中央交通 つ01・つ03・町84 ｢小川高校入口｣下車。

## 著名な出身者
- 芦沢ムネト（お笑いコンビパップコーン
- 奥平邦彦 - フリーアナウンサー、元鹿児島テレビアナウンサー
- 桑折貴之（じゃぴょん桑折）- ピン芸人。元お笑いコンビじゃぴょん
- 田上和延（九州朝日放送アナウンサー）
- 萩庭桂太（写真家）
- 橋村龍ジョセフ（シュワーボ東京所属）
- Brand New Vibe（ロックバンド）
- 星広太（ギラヴァンツ北九州所属）
- 星雄次（アルビレックス新潟所属）

## その他
- 「コ」の字を横に倒したような形の校舎となっており、学生が使用するグラウンドはその奥に存在している。
- 3学期の体育は学校の周りを走る。また、部活動などで学校の周りを走っているのが目立つ。
- 生徒の多くは町田市民であるが、全体の約2割は八王子市民が占める。
- プールが屋上（3階部分）にある。
- 俳人の加藤楸邨が作詞した校歌は春夏秋冬を歌ったもので4番まであり、学校名は一度も出てこない。